# Рік визволення. Маріуполь після «ДНР»
«Рік визволення. Маріуполь після "ДНР"»  — короткометражний документальний фільм, виготовлений Громадським ТБ Приазов'я та презентований 13 червня 2015 року — через рік після звільнення Маріуполя від бойовиків так званої «ДНР». Фільм відтворює хронологію подій, що відбулися у портовому Маріуполі 13 червня 2014 року. Історія розказана учасниками операції — від рядового солдата до Президента України.

## У ролях
- Петро Порошенко — Президент України;
- Андрій Білецький — командир батальйону Азов;
- Володимир Богоніс — начальник штабу батальйону Дніпро-1;
- Позивний «Прапор» — боєць полку Дніпро-1.

## Критика
Фільм став одним із найкращих відео Громадського ТБ Приазов'я, зібравши близько 300 000 переглядів. Стрічку нагороджено дипломом як «Найкращий документальний фільм» на кінофестивалі КіТи-2016. Сайт «To Inform is to Influence» описує події, показані у фільмі як «доказ того, що бойовики ДНР — непідготовлені».